# الكوم (المضاربة والعارة)

تعديل مصدري - تعديل

الكوم هي إحدى قرى عزلة المضاربة بمديرية المضاربة والعارة التابعة لمحافظة لحج، بلغ تعداد سكانها 57 نسمة حسب تعداد اليمن لعام 2004.